# Бони Петрунова
Бони Райкова Петрунова е българска археоложка, директор на Националния исторически музей към БАН (от 2017 г.).

## Биография
Родена е на 15 октомври 1954 г. в село Арда (Смолянски окръг), Народна република България. През 1980 г. придобива магистърска степен по история, български език и литература и археология в Софийски университет „Св. Климент Охридски“. През 1996 г. става доктор по история. Дисертацията ѝ е на тема „Погребални обичаи и обреди в българските земи през ХV – ХVІІ в. (по данни от християнските некрополи)“.
В периода 2011 – 2014 г. е заместник-директор на Национален археологически институт с музей при Българската академия на науките. Била е ръководител на секция по средновековна археология в същия институт.
Заместник министър в Министерството на културата от екипа на Вежди Рашидов.
От 2017 г. е директор на Националния исторически музей в гр. София.
Автор е на над 200 книги, статии, монографии и научнопопулярни публикации. Член е на инициативния комитет за възстановяване на базиликата в Плиска. Ръководила е над 70 теренни проучвания и археологически разкопки. Хоноруван лектор е в Пловдивският университет „Паисий Хилендарски“, Шуменски университет „Епископ Константин Преславски“ и Нов български университет.